# Tinian
Tinian (Code International : MP.TI), l'une des trois principales îles des Mariannes du Nord dans l'archipel des Mariannes, est une île d'une centaine de kilomètres carrés située à environ huit kilomètres au sud-ouest de son île sœur (Saipan) et à cent trente kilomètres au nord de Guam. Il s'agit d'un atoll surélevé culminant à 170 mètres d'altitude.
Un quart de siècle après George Anson, John Byron passe sept semaines sur l'île en 1765, le temps de soigner lui aussi son équipage atteint du scorbut.
Tinian est surtout connue pour avoir été conquise par les forces américaines en juillet 1944 – après la bataille de Tinian – et pour avoir été utilisée ensuite comme base pour les bombardements du Japon, notamment pour les bombardements nucléaires des villes d'Hiroshima (par Enola Gay avec la bombe à l'uranium Little Boy le 6 août 1945) et de Nagasaki (par Bockscar avec la bombe au plutonium Fat Man le 9 août 1945).

## Base aérienne pendant laSeconde Guerre mondiale

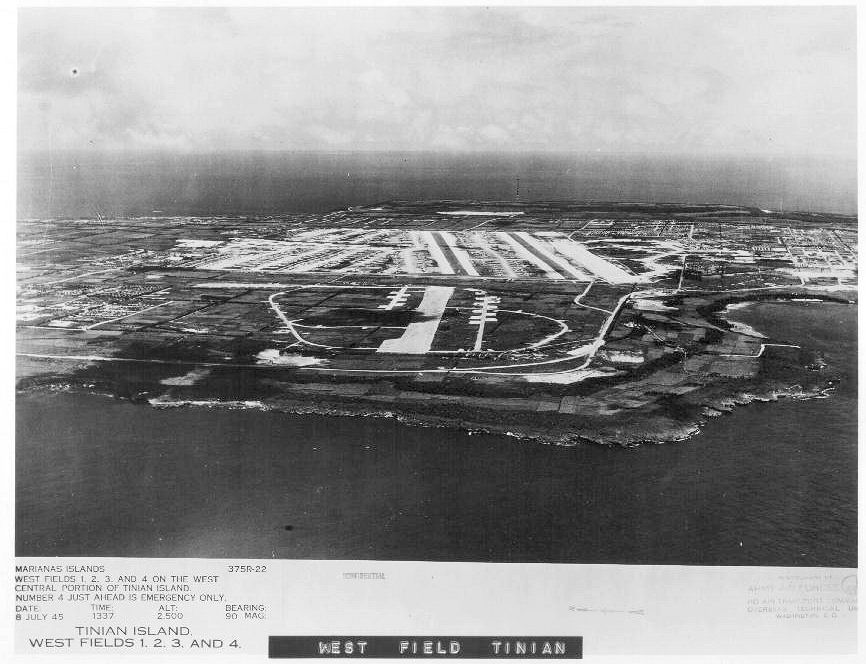
Westfield en 1945.

Après la conquête des îles Mariannes et notamment de Tinian par les États-Unis dans le cadre de la guerre du Pacifique pendant la Seconde Guerre mondiale, Tinian devint une base importante pour le reste de la campagne du Pacifique. Tinian abritait, au moment de sa conquête, trois aéroports et un quatrième en construction.
Tinian devint la plus grande base aérienne du monde. Elle était en mesure d'abriter cinquante mille hommes et un millier de B-29.
Le 26 juillet 1945, le croiseur USS Indianapolis livra à Tinian les éléments des deux bombes atomiques qui furent lâchées sur Hiroshima et Nagasaki les 6 et 9 août 1945.

## Seconde partie duXXesiècle/ début duXXIesiècle

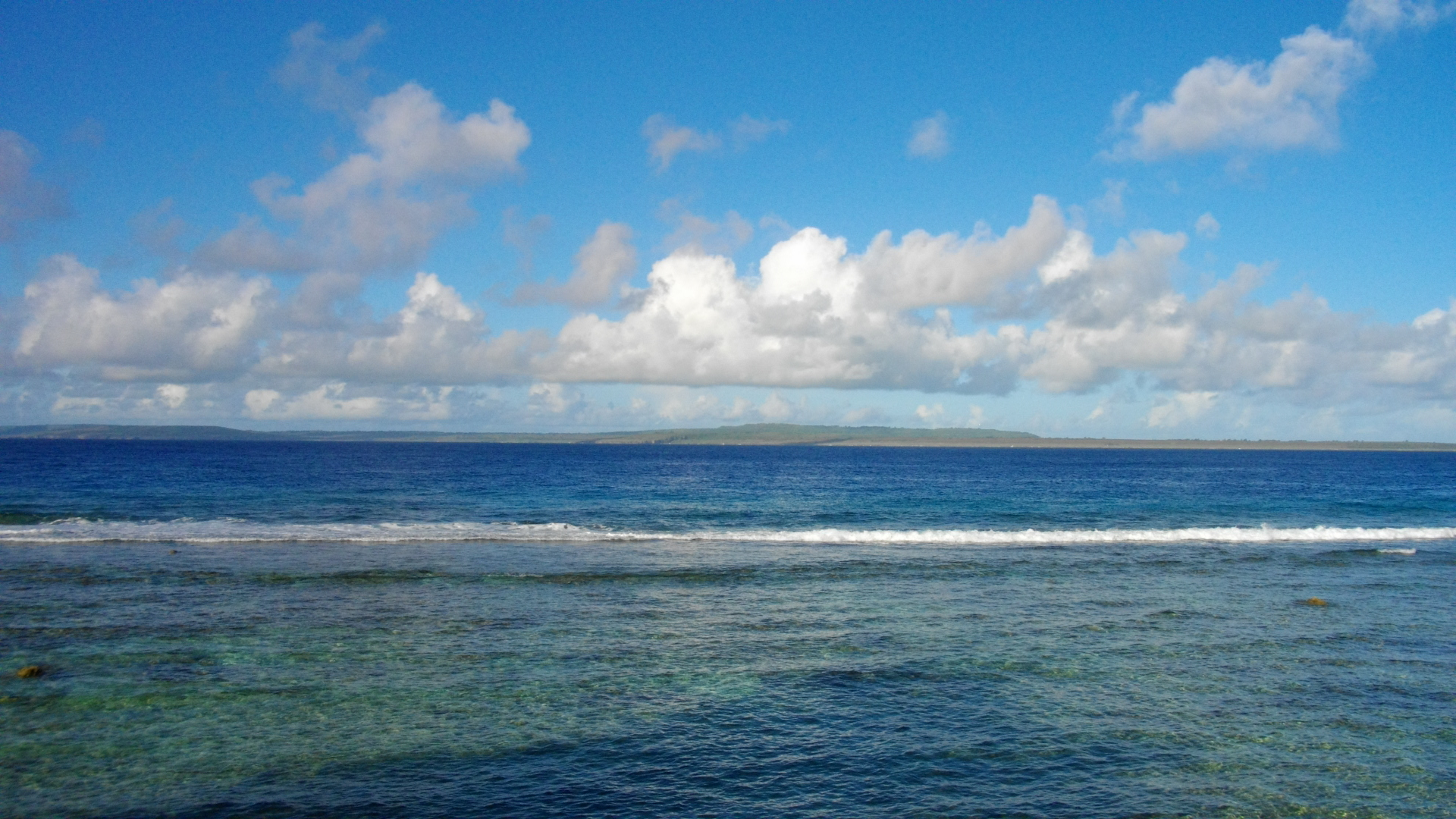
Vue de Tinian.

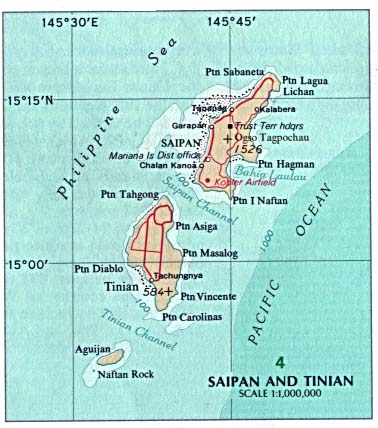
Carte des lieux en 1970.

Après la Seconde Guerre mondiale, la base est abandonnée en 1946 et Tinian devient un territoire sous tutelle des îles du Pacifique contrôlé par les États-Unis. 
L'île continue d'être dominée par des militaires et, jusqu'en 1962, est administrée en tant que sous-district de Saipan. Depuis 1978, l'île est une municipalité du Commonwealth des Îles Mariannes du Nord. 
Pendant les années 1980, une des pistes de l'aéroport sur le champ Nord est restée active afin de permettre aux C-130 de l'armée de l'air des États-Unis de décoller et atterrir dans le cadre des exercices d'entraînement de la marine des États-Unis à l'extrémité nord de l'île. 
À partir des années 1990, le tourisme vient s'ajouter à la présence militaire; le tourisme continue toutefois à jouer un rôle important dans l'économie locale.
Tinian est la seconde île la plus peuplée des Mariannes du Nord.
En décembre 2023, l'USAF déclare vouloir utiliser de nouveau la base après réhabilitation pour combattre l'influence croissante de la Chine en Asie-Pacifique,,.